# Söderbron
Söderbron är en bro i Falkenberg, Sverige. Den korsar Ätran strax före dess utlopp i Kattegatt. Bron byggdes 1984-1986. Den renoverades 2018.

## Bakgrund
I takt med bilismens tillväxt under 1900-talet blev det uppenbart att den enda bro över Ätran som fanns i Falkenberg, Tullbron, inte räckte. Detta  inte minst då Rikstvåan (nuvarande E6) gick över bron. Från 1930-talet och framåt debatterades därför olika alternativ. Detta gällde först breddning av Tullbron, vilket dock ledde till en stark opinion mot detta och att Tullbron byggnadsminnesförklarades.En viss avlastning skedde 1962 då E6 drogs om utanför staden med en egen bro. Trafiken i staden fortsatte dock att växa. Då Falkenbergs kommun bildades 1971 medförde det att Centerpartiet kom att bli det dominerande partiet (i Falkenbergs stad var Socialdemokraterna störst). Centerpartiet föreslog i maj 1971 att en bro ("Söderbro") skulle byggas nära den dåvarande järnvägsbron över Ätran. Denna plats kom att konkurrera med ett alternativ att bygga en bro vid Garvareforsen, något som diskuterats sedan 1940-talet.
Under 1970-talet medförde utredningsarbete att det ursprungliga förslaget på en Söderbro försköts ungefär 200 meter söderut. Samtidigt som folkomröstningen om kärnkraften i Sverige 1980 hölls det en lokal, rådgivande, folkomröstning om brofrågan i Falkenbergs kommun. Det fanns fyra förslag: Söderbro, Garvareforsbro, ingen bro alls eller blankröst. Av dessa förslag vann ingen bro alls med nästan 80 procent av rösterna. Fullmäktige kom dock att trots detta besluta om att bygga bron 1981.